# Armangita
L'armangita és un mineral de la classe dels òxids. Rep el seu nom en al·lusió a la seva composició química, un acrònim de l'ARsènic i el MANGanès que conté.

## Característiques
L'armangita és un òxid de fórmula química Mn262+(AsO₃)14(HAsO₃)₄(CO₃). Cristal·litza en el sistema trigonal. Forma cristalls prismàtics hexagonals prims i curts, terminats en forma de piràmide trigonal. La seva duresa a l'escala de Mohs és 4.
Segons la classificació de Nickel-Strunz, l'asbecasita pertany a «04.JB: Arsenits, antimonits, bismutits; amb anions addicionals, sense H₂O» juntament amb els següents minerals: fetiasita, manganarsita, magnussonita, nanlingita, asbecasita, stenhuggarita, trigonita, finnemanita, gebhardita, derbylita, tomichita, graeserita, hemloïta, freedita, georgiadesita i ekatita.

## Formació i jaciments
Se n'ha trobat en dipòsits de manganès i ferro metamorfosejats. Sol trobar-se associada a altres minerals com: calcita, dolomita, barita, hematites, fluorita, manganarsita o hausmannita. Va ser descoberta l'any 1920 a Långban, a Filipstad (Värmland, Suècia).